# محمد الظفيري
محمد محسن الظفيري لاعب كرة قدم سعودي ، يلعب في نادي الجبيل.

## مسيرة اللاعب
بدأ مع نادي الباطن و صعد للفريق الأول في عام 2018 و أعير إلى نادي أحد مطلع عام 2022 و بعدها لعب مع نادي القيصومة ونادي الجبيل.

## روابط خارجية
- محمد الظفيري على موقع قاعدة بيانات كرة القدم.إي يو (الإنجليزية)
- محمد الظفيري على موقع Soccerway.com (الإنجليزية)